# Similosodus ziczac
Similosodus ziczac là một loài bọ cánh cứng trong họ Cerambycidae.